# 200 mètres féminin aux championnats du monde d'athlétisme 2007
Navigation
Helsinki 2005 Berlin 2009
L'épreuve du 200 mètres féminin des championnats du monde d'athlétisme 2007 s'est déroulée les le  29, 30 et 31 août dans le stade Nagai d'Osaka au Japon. Elle est remportée par l'Américaine Allyson Felix.
44 athlètes étaient inscrites. Elles ont couru les séries éliminatoires et les quarts de finale le 29 août, les demi-finales le 30 et la finale le 31.

## Records
| Record du monde            | 21 s 34 | Florence Griffith Joyner    | États-Unis         | 29 septembre 1988                                      | Séoul                                  |
| Record des championnats    | 21 s 74 | Silke Gladisch-Möller       | Allemagne de l'Est | 3 septembre 1987                                       | Rome                                   |
| Meilleure performance 2007 | 22 s 18 | Allyson Felix               | États-Unis         | 20 mai 2007                                            | Carson                                 |
| Record d'Afrique           | 22 s 07 | Mary Onyali-Omagbemi        | Nigeria            | 14 août 1996                                           | Zurich                                 |
| Record d'Asie              | 22 s 01 | Li Xuemei                   | Chine              | 22 octobre 1997                                        | Shanghai                               |
| Record d'Amérique du Nord  | 21 s 34 | Florence Griffith Joyner    | États-Unis         | 29 septembre 1988                                      | Séoul                                  |
| Record d'Amérique du Sud   | 22 s 60 | Lucimar Aparecida de Moura  | Brésil             | 26 juin 1999                                           | Bogota                                 |
| Record d'Europe            | 21 s 71 | Marita Koch Heike Drechsler | Allemagne de l'Est | 10 juin 1979 21 juillet 1984 29 juin 1986 29 août 1986 | Karl-Marx-Stadt Potsdam Iéna Stuttgart |
| Record d'Océanie           | 22 s 23 | Melinda Gainsford-Taylor    | Australie          | 13 juillet 1997                                        | Stuttgart                              |

## Médaillées
| Or            | Argent            | Bronze                |
| Allyson Felix | Veronica Campbell | Susanthika Jayasinghe |

## Résultats

### Finale (31 août)
| Rang               | Pays         | Athlète               | Temps   | Notes |
| ------------------ | ------------ | --------------------- | ------- | ----- |
| Médaille d'or      | États-Unis   | Allyson Felix         | 21 s 81 | WL    |
| Médaille d'argent  | Jamaïque     | Veronica Campbell     | 22 s 34 | SB    |
| Médaille de bronze | Sri Lanka    | Susanthika Jayasinghe | 22 s 63 |       |
| 4                  | États-Unis   | Torri Edwards         | 22 s 65 |       |
| 5                  | États-Unis   | Sanya Richards        | 22 s 70 |       |
| 6                  | Jamaïque     | Aleen Bailey          | 22 s 72 |       |
| 7                  | États-Unis   | LaShauntea Moore      | 22 s 97 |       |
| 8                  | Îles Caïmans | Cydonie Mothersill    | 23 s 08 |       |

### Demi-finales (30 août)
Il y eut deux demi-finales. Les quatre premières de chaque course se sont qualifiées pour la finale.
| Rang | Pays                       | Athlète            | Temps          |
| ---- | -------------------------- | ------------------ | -------------- |
| 1    | États-Unis                 | Allyson Felix      | 22 s 21 Q      |
| 2    | Jamaïque                   | Veronica Campbell  | 22 s 44 Q      |
| 3    | États-Unis                 | Torri Edwards      | 22 s 51 Q (SB) |
| 4    | Îles Caïmans               | Cydonie Mothersill | 22 s 78 Q      |
| 5    | Grenade                    | Sherry Fletcher    | 22 s 96        |
| 6    | Russie                     | Yelena Bolsun      | 23 s 01        |
| 7    | Saint-Christophe-et-Niévès | Virgil Hodge       | 23 s 06        |
|      | Belgique                   | Kim Gevaert        | DNS            |

| Rang | Pays                        | Athlète                  | Temps     |
| ---- | --------------------------- | ------------------------ | --------- |
| 1    | États-Unis                  | Sanya Richards           | 22 s 50 Q |
| 2    | Jamaïque                    | Aleen Bailey             | 22 s 65 Q |
| 3    | Sri Lanka                   | Susanthika Jayasinghe    | 22 s 66 Q |
| 4    | États-Unis                  | LaShauntea Moore         | 22 s 73 Q |
| 5    | Bulgarie                    | Tezzhan Naimova          | 22 s 88   |
| 6    | Cuba                        | Roxana Díaz              | 22 s 98   |
| 7    | Bahamas                     | Debbie Ferguson-McKenzie | 23 s 27   |
| 8    | Îles Vierges des États-Unis | LaVerne Jones            | 23 s 34   |

### Quarts de finale (29 août)
Il y eut quatre séries. Les quatre premières de chaque course se sont qualifiées pour les demi-finales.
| Rang | Pays                        | Athlète                | Temps          |
| ---- | --------------------------- | ---------------------- | -------------- |
| 1    | États-Unis                  | Sanya Richards         | 22 s 31 Q (SB) |
| 2    | Sri Lanka                   | Susanthika Jayasinghe  | 22 s 55 Q (SB) |
| 3    | Saint-Christophe-et-Niévès  | Virgil Hodge           | 22 s 84 Q      |
| 4    | Îles Vierges des États-Unis | LaVerne Jones          | 23 s 03 Q      |
| 5    | Russie                      | Yuliya Chermoshanskaya | 23 s 15        |
| 6    | Ukraine                     | Olena Chebanu          | 23 s 21 (SB)   |
| 7    | Colombie                    | Felipa Palacios        | 23 s 24        |
| 8    | Allemagne                   | Cathleen Tschirch      | 23 s 5         |

| Rang | Pays                      | Athlète            | Temps     |
| ---- | ------------------------- | ------------------ | --------- |
| 1    | États-Unis                | Allyson Felix      | 22 s 61 Q |
| 2    | Russie                    | Yelena Bolsun      | 22 s 80 Q |
| 3    | Îles Caïmans              | Cydonie Mothersill | 22 s 82 Q |
| 4    | Belgique                  | Kim Gevaert        | 22 s 96 Q |
| 5    | Ouzbékistan               | Guzel Khubbieva    | 23 s 28   |
| 6    | Îles Vierges britanniques | Tahesia Harrigan   | 23 s 52   |
| 7    | Royaume-Uni               | Joice Maduaka      | 23 s 62   |
| 8    | Mexique                   | Zudikey Rodriguez  | 24 s 31   |

| Rang | Pays          | Athlète            | Temps        |
| ---- | ------------- | ------------------ | ------------ |
| 1    | Jamaïque      | Veronica Campbell  | 22 s 55 Q    |
| 2    | États-Unis    | Torri Edwards      | 22 s 62 Q    |
| 3    | Bulgarie      | Tezzhan Naimova    | 22 s 87 Q    |
| 4    | Grenade       | Sherry Fletcher    | 23 s 02 Q    |
| 5    | Ukraine       | Iryna Shtanhyeyeva | 23 s 17      |
| 6    | Pologne       | Ewelina Klocek     | 23 s 26 (PB) |
| 7    | Ghana         | Vida Anim          | 23 s 47      |
| 8    | Côte d'Ivoire | Louise Ayétotché   | 23 s 6       |

| Rang | Pays           | Athlète                  | Temps          |
| ---- | -------------- | ------------------------ | -------------- |
| 1    | Jamaïque       | Aleen Bailey             | 22 s 60 Q (SB) |
| 2    | États-Unis     | LaShauntea Moore         | 22 s 71 Q      |
| 3    | Cuba           | Roxana Díaz              | 22 s 79 Q      |
| 4    | Bahamas        | Debbie Ferguson-McKenzie | 22 s 81 Q      |
| 5    | France         | Muriel Hurtis-Houairi    | 22 s 86        |
| 6    | Russie         | Natalia Rusakova         | 22 s 97        |
| 7    | Côte d'Ivoire  | Amandine Allou Affoué    | 23 s 46        |
| 8    | Afrique du Sud | Geraldine Pillay         | 23 s 55        |

### Séries (26 août)
Il y eut six séries. Les quatre premières de chaque course ainsi que les huit meilleurs temps se sont qualifiées pour les quarts de finale.
| Rang | Pays                      | Athlète               | Temps          |
| ---- | ------------------------- | --------------------- | -------------- |
| 1    | États-Unis                | Allyson Felix         | 22 s 50 Q      |
| 2    | Sri Lanka                 | Susanthika Jayasinghe | 22 s 55 Q (SB) |
| 3    | Grenade                   | Sherry Fletcher       | 22 s 94 Q      |
| 4    | Cuba                      | Roxana Díaz           | 23 s 06 Q      |
| 5    | Îles Vierges britanniques | Tahesia Harrigan      | 23 s 46 q      |
| 6    | Cameroun                  | Myriam Léonie Mani    | 23 s 66        |
|      | Bénin                     | Fabienne Feraez       | DNS            |

| Rang | Pays        | Athlète                  | Temps        |
| ---- | ----------- | ------------------------ | ------------ |
| 1    | États-Unis  | LaShauntea Moore         | 22 s 93 Q    |
| 2    | Bahamas     | Debbie Ferguson-McKenzie | 23 s 07 Q    |
| 3    | Russie      | Yelena Bolsun            | 23 s 11 Q    |
| 4    | Mexique     | Zudikey Rodriguez        | 23 s 96 Q    |
| 5    | Birmanie    | Kay Khine Lwin           | 24 s 50      |
| 6    | Somalie     | Abdikarim Sheikh Fowzio  | 30 s 87 (PB) |
|      | Royaume-Uni | Emily Freeman            | DQ           |
|      | Bahreïn     | Rakia Al Gassra          | DNS          |

| Rang | Pays                        | Athlète                | Temps     |
| ---- | --------------------------- | ---------------------- | --------- |
| 1    | Bulgarie                    | Tezzhan Naimova        | 22 s 84 Q |
| 2    | Îles Vierges des États-Unis | LaVerne Jones          | 23 s 03 Q |
| 3    | Russie                      | Yuliya Chermoshanskaya | 23 s 21 Q |
| 4    | Ukraine                     | Iryna Shtanhyeyeva     | 23 s 23 Q |
| 5    | Afrique du Sud              | Geraldine Pillay       | 23 s 39 q |
| 6    | Liban                       | Gretta Taslakian       | 24 s 35   |
|      | Pologne                     | Monika Bejnar          | DNS       |

| Rang | Pays          | Athlète            | Temps          |
| ---- | ------------- | ------------------ | -------------- |
| 1    | États-Unis    | Sanya Richards     | 22 s 74 Q      |
| 2    | Îles Caïmans  | Cydonie Mothersill | 22 s 86 Q      |
| 3    | Jamaïque      | Aleen Bailey       | 22 s 94 Q      |
| 4    | Ghana         | Vida Anim          | 23 s 16 Q      |
| 5    | Ouzbékistan   | Guzel Khubbieva    | 23 s 25 q (SB) |
| 6    | Côte d'Ivoire | Louise Ayétotché   | 23 s 34 q      |
| 7    | Pologne       | Ewelina Klocek     | 23 s 38        |
| 8    | Suriname      | Kirsten Nieuwendam | 24 s 52 (RN)   |

| Rang | Pays                       | Athlète               | Temps          |
| ---- | -------------------------- | --------------------- | -------------- |
| 1    | France                     | Muriel Hurtis-Houairi | 22 s 83 Q      |
| 2    | Belgique                   | Kim Gevaert           | 22 s 91 Q      |
| 3    | Saint-Christophe-et-Niévès | Virgil Hodge          | 23 s 00 Q      |
| 4    | Allemagne                  | Cathleen Tschirch     | 23 s 30 Q      |
| 5    | Colombie                   | Felipa Palacios       | 23 s 32 q      |
| 6    | Ukraine                    | Olena Chebanu         | 23 s 40 q (SB) |
| 7    | Mali                       | Kadiatou Camara       | 23 s 48        |

| Rang | Pays          | Athlète                 | Temps          |
| ---- | ------------- | ----------------------- | -------------- |
| 1    | Jamaïque      | Veronica Campbell       | 22 s 87 Q      |
| 2    | États-Unis    | Torri Edwards           | 22 s 90 Q      |
| 3    | Royaume-Uni   | Joice Maduaka           | 23 s 22 Q      |
| 4    | Côte d'Ivoire | Amandine Allou Affoué   | 23 s 24 Q (SB) |
| 5    | Russie        | Natalia Rusakova        | 23 s 24 q      |
| 6    | Roumanie      | Ionela Târlea-Manolache | 23 s 48        |
| 7    | Japon         | Sakie Nobuoka           | 23 s 74 (SB)   |